# Акція (цінний папір)

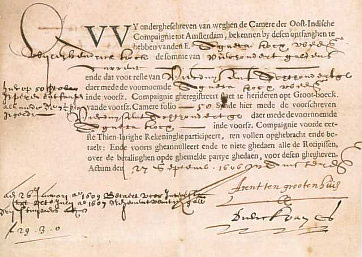
Одна з перших в історії акцій: акціонерний сертифікат № 6 VOC, оформлений в амстердамському офісі компанії 27 вересня 1606 року.

Акція — вид    цінних паперів, що являє собою свідоцтво про власність на визначену частку статутного (складеного) капіталу акціонерного товариства і надає її власнику (акціонеру) певні права, зокрема: право на участь в управлінні товариством, право на частину прибутку товариства у випадку його розподілу (дивіденд), а у випадку ліквідації — на частину залишкової вартості підприємства.
Одночасно акція є одиницею капіталу, переданого акціонерами у користування акціонерному товариству.

## Історія
20 березня 1602 року основні торговельні компанії Нідерландів, що спеціалізувались на транспортуванні навколо мису Доброї Надії прянощів з південно-східної Азії та їхньому продажу в Європі, об'єднались для протистояння іспанським та португальським конкурентам, які намагались монополізувати цей ринок, і утворили велику компанію під назвою «Vereinigte Ostindische Compagnie» («Об'єднана Ост-Індійська Компанія», VOC). Уставний капітал VOC становив величезну для тих часів суму в 6,424,588 гульденів, але для виконання бізнес-плану в умовах жорсткої конкуренції з боку іспанців та португальців цього було недостатньо.
Ключовою ідеєю, що забезпечила залучення додаткових коштів для розвитку, було рішення правління про відкриття вільного доступу до статутного капіталу та надання акціонерам прав співвласників.
Таким чином, випущені в обіг цінні папери VOC із вищезазначеними правами власника стали першими акціями в сьогоденному розумінні.
Акції першого випуску мали номінал в 3000 гульденів, що було дуже великою сумою для того часу; тим не менше, перший випуск акцій був розпроданий за кілька днів. Ці акції не були іменними, і ними міг володіти будь-який громадянин Нідерландів, тому практично з того ж моменту їхній обіг сформував перший вторинний ринок акцій.
Акціонери компанії (термін з'явився близько 1606 року) при купівлі акції мали виплатити її номінальну ціну чотирма частинами, і ці платежі були отримані VOC в період з 1603 по 1606 роки. Акціонер отримував чек («частину») на виплачену суму, який був, фактично, акціонним посвідченням. На відміну від сучасних, такі посвідчення не видавались на руки, а оформлювались внесенням імені акціонера в реєстр VOC, що скріплювалось підписами двох з її директорів. Таким чином, амстердамський офіс VOC став першою фондовою біржею у світі, торгуючи власними акціями.
Статутний капітал VOC не збільшувався за рахунок додаткових емісій акцій, за винятком невеликої однократної корекції до 6,440,200 гульденів.
Також компанія задовольняла свої потреби у короткострокових позиках шляхом випуску бондів (боргових розписок) на термін від 3 до 12 місяців. Пізніше, після 1655 року, створювались більш довгострокові позикові облігації, що також випускались в публічний обіг. В результаті цього запозичений капітал в деякі моменти досягав 10-12 мільйонів гульденів. Завдяки такій фінансовій політиці VOC стала найбагатшою фінансовою корпорацією свого часу, і аж до моменту ліквідації мала близько 40% прибутковості; завдяки монополізації ринку VOC піднімала ціни на основні види прянощів аж до 180%.
Навіть при першому розміщенні акцій VOC вони торгувались за ціною на 10-15% вищою за номінал, а в 1622 році ціна акцій доходила до 300% номіналу. В 1720 році, на піку біржових спекуляцій, ціна акцій VOC сягнула 1200% номіналу. Коли ж в 1781 році була оприлюднена інформація про фінансові труднощі компанії, ціна її акцій впала до 25% номіналу. Дивіденди на акції були, в середньому, 18% на рік, а максимальні дивіденди були сплачені в 1606 році і склали 75%. Акціонери не завжди отримували свої дивіденди готівкою, але також, частково, прянощами, борговими розписками компанії, або державними борговими розписками. Завдяки цьому її акціонери пізніше отримали прізвисько «амстердамські мішки перцю».
Після 1780 років існування VOC дійшла до банкрутства внаслідок помилок та зловживань менеджерів, розкрадань, та надання незабезпечених позик, і була ліквідована 31 грудня 1799 року. При ліквідації компанії лишився непокритий борг у 110 мільйонів гульденів, який був переведений на державу. Це банкрутство призвело до виникнення популярного жарту, де абревіатура «VOC» розшифровувалась як «V(ergann) O(nder) C(orruptie)», що означає «Зруйнована корупцією».

## Акції розрізняють

### За черговістю отримання доходу та обсягу прав власника
- Проста акція — надає право власнику на отримання — за класичного розуміння поняття «дивіденди» — деякої частини прибутку акціонерного товариства чи — за українським законодавством — отримувати дивіденди незалежно від фінансових результатів діяльності акціонерного товариства (за наявності на те рішення загальних зборів) та брати участь в управлінні товариством.
- Привілейована акція — надає власнику безумовне право на отримання встановленого умовами випуску річного доходу, при цьому власник п.а. має пріоритет (щодо власників простих акцій) при розрахунках товариства з акціонерами; п.а., як правило, не дає власнику права на участь в управлінні товариством, у тому числі — права голосу на зборах акціонерів. Сумарна номінальна вартість всіх випущених акціонерним товариством п. а. не може перевищувати 25% величини статутного фонду (складеного капіталу) акціонерного товариства.

### За характером розпорядження
- Іменна акція — належить визначеній особі. Передача права власності на і.а. здійснюється шляхом видачі власником на користь набувача розпорядчого документа (наприклад, передавального розпорядження, при документарній формі існування). Відомості про власника і.а. підлягають реєстрації в акціонерному товаристві (або у представника акціонерного товариства — реєстратора, що здійснює на підставі угоди з акціонерним товариством ведення системи реєстру власників іменних цінних паперів акціонерного товариства). Права акціонера у набувача і.а. виникають у повному обсязі лише після реєстрації набутих і.а. за новим власником у системі реєстру власників іменних цінних паперів.
- Акція на пред'явника — власником вважається фактичний утримувач. Передача права власності на а.н.п. здійснюється шляхом простого її вручення. Акціонерне товариство жодним чином не фіксує обіг а.н.п.. Дивіденди на а.н.п. видаються пред’явнику акцій або на підставі відповідного документа депозитарію, що засвідчує кількість акцій даного власника, які знаходяться на збереженні. У книзі реєстрації акцій фіксується лише загальна кількість випущених акцій на пред’явника. Чинне українське законодавство не допускає існування акцій на пред'явника (з 2005 року).

## Форми існування акцій
- Документарна — існують у матеріальній формі як, власне, акції, так і сертифікат, котрий є документом, що посвідчує право власності на вказану в ньому кількість акцій.
- Бездокументарні — існують у формі електронних записів на рахунках. Документом, що посвідчує право власності, є виписка з рахунку у цінних паперах.

Форма існування акцій в Україні з 29.10.2010 року — бездокументарна. До 29.10.2010 року згідно з Законом України "Про акціонерні товариства" повинна була відбутись дематеріалізація акцій - товариства, які мають акції в документарній формі існування, повинні були перевести їх в бездокументарну форму існування. Закон України "Про акціонерні товариства", котрий містить обмеження щодо існування документарної форми випуску акцій, в певній мірі вступає у конфлікт з Конституцією України, одним з базових принципів котрої - закон не має зворотної сили в часі.

## Глосарій
- Активні — акції, за якими проводяться постійні щоденні операції. Їх котирування постійно друкується у відповідних інформаційних органах преси.
- Багатоголосі — акції, власники яких мають право на кілька голосів на загальних зборах акціонерів залежно від сумарної вартості цих акцій.
- Без дивідендів (ексдивідендні) — акції, продані після видачі дивідендів. У такому разі покупець має право одержати на них дивіденди лише з настанням нової дати одержання дивідендів. Антонім — камдивідендні.
- Безкоштовні — акції, що видаються акціонерними товариствами своїм акціонерам на певних умовах, безкоштовно.
- Безномінальні — акції, які на час випуску не забезпечені відповідними активами, в яких не зазначена номінальна вартість.
- Викупного фонду (викупні) — привілейовані акції, які викуповуються самим акціонерним товариством за рахунок коштів, передбачених для погашення частини або всієї суми акцій, що випущені в оборот, шляхом викупу за заздалегідь визначеною ціною протягом певного періоду.
- Відстрочі акції — різновид звичайної акції, дивіденди на яку виплачуються тільки після того, як будуть виплачені дивіденди за всіма іншими видами звичайних акцій або ті, за якими протягом фіксованого ряду років зовсім не виплачується або виплачується незначний дивіденд. Після встановленого терміну такі акції дають своїм власникам права на отримання дивіденду, рівні за правами власників інших звичайних акцій.
- З обмеженим правом голосу — акції з обмеженою (обумовленою) кількістю власників, які мають право брати участь у голосуванні на зборах акціонерів.
- З правом — акції, куплені відразу після випуску які надають їх власникові право першочергової купівлі акцій, додатково випущених цим же товариством (компанією).
- Засновників — емітовані засновником компанії. Часто ці акції забезпечені спеціальним правом на дивіденди.
- Здвоєні — різновиди звичайних акцій двох акціонерних товариств (компаній), якими керує один інвестор. Продаються і купуються як єдині.
- Конвертовані — привілейовані акції, які дають власникам право за певних умов міняти їх на прості (звичайні) акції.
- Кумулятивні — привілейовані акції з накопичувальними гарантованими дивідендами. Коли дивіденди на такі акції не можуть бути своєчасно сплачені, тоді суми, нараховані на них, накопичуються до моменту спроможності емітента їх сплатити.
- Обмежені — акції, за якими виплачуються дивіденди та забезпечуються інші права їх власників, окрім права голосу на зборах акціонерів.
- Плюральні — акції, які надають їх власникові переваги при голосуванні на зборах акціонерів — право на кілька голосів.
- Позаспискові — акції, які не ввійшли у біржові списки (каталоги), або ж кажучи біржовою термінологією не пройшли лістинг. В залежності від розвитку фондового ринку позаспискові акції можуть належати як найменшим підприємствам, так і навпаки — до лістингу можуть входити лише найбільші компанії. В Україні акції абсолютної більшості акціонерних товариств є позасписковими.
- Прибуткові — суми нарахованих дивідендів на ці акції перевищують заплановані відсотки та середній рівень дивідендів інших акціонерних товариств (компаній).
- Спеціальні — різновиди привілейованих акцій зі спеціальними (додатковими) привілеями (умовами) для їх власників щодо одержання дивідендів, прав передачі й реалізації, прав голосування.
- Трудового колективу — спеціальні іменні акції, що випускаються підприємствами, фірмами, корпораціями і є виключною власністю трудового колективу. Вони розповсюджуються лише серед членів цих колективів і не можуть бути передані іншим особам, які не є членами трудових колективів — власників акцій. Акції трудового колективу — це засіб мобілізації власних фінансових засобів.

В Україні ці терміни практично не вживаються.

## Контрольний пакет
Кількість акцій, що дозволяють керувати (контролювати) акціонерним товариством, називається контрольним пакетом акцій. Теоретично контрольний пакет становить 50 % випущених акцій плюс одна. На практиці досить мати 10-25 % (а іноді і менше) кількості акцій, щоб керувати справами АТ, бо акціонерним капіталом може володіти безліч дрібних утримувачів акцій, які загалом фактично не голосують.
Надбавка за пакет акцій - надбавка до курсу акцій, одержувана продавцем пакета за збільшення управлінських повноважень покупця пакету.

## Ціна акції

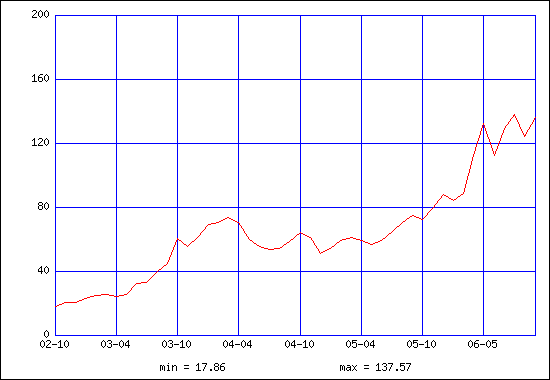
Курс акцій ГМК «Норильский нікель»

Курс акції — її ціна на продаж, яка в умовах вільного ринку не є величиною постійною і яка встановлюється або на фондовій біржі, або на позабіржовому ринку. Суто теоретично: вона (ціна продажу акції) прямо пропорційна величині дивіденду і обернено пропорційна рівню позичкового відсотка (тобто доходу, отримуваного вкладниками банку) - акція продається за таку суму грошей, яка при її поміщенні в банк принесе дохід не нижче за дивіденд.
{\displaystyle U={\frac {D}{B}}100\%\,}
- U — Курс акції
- D — Дивіденд
- B — Банківський відсоток

На практиці ціна акції формується, здебільшого, за принципом "попит-пропозиція/час експонування пропозиції-попиту". Ціна акції постійно коливається навколо своєї нормальної величини. Під час росту виробництва, коли прибуток, а разом з ним дивіденди ростуть, курс акції підвищується. Коли через спад економіки дивіденди скорочуються, курс акції різко знижується. Таким коливанням ринок цінних паперів сигналізує про загальне «здоров'я» економіки. На ціну акції теоретично має вплив інфляція (проте, як і на справедливу вартість будь-якого іншого фінансового інструменту). 
Документ, за яким акціонерне товариство проводить виплату дивідендів, називається «купонний лист» (існування останнього, власне, не є обов'язковим).

## Законодавство
- Закон України про цінні папери та фондовий ринок [Архівовано 23 січня 2022 у Wayback Machine.]
- Закон України про акціонерні товариства [Архівовано 21 січня 2022 у Wayback Machine.]